# Deanna Russo
Deanna Russo (17 oktober 1979) is een Amerikaanse actrice.
Ze groeide op in Bernardsville en ging daar naar de Bernards High School tot 1998. Het was dezelfde school waar ook Peter Wolf van de J. Geils Band en Meryl Streep ooit studeerden. Aan het Rollins College in Winter Park, Florida behaalde ze een bachelor psychologie in 2002.
Ze speelde onder meer in 2007 de rol Dr. Logan Armstrong in The Young and the Restless en de rol van Sarah Graiman in de televisieserie Knight Rider die liep van 2008 tot 2009. In 2009-2010 vertolkte ze de rol van K.C. Kunningham in Gossip Girl.
Gastrollen vertolkte ze onder meer in Charmed in 2003,  Crime Scene Investigation in 2005, CSI: NY in 2006, How I Met Your Mother en NCIS in 2007, White Collar in 2009 en Rescue Me in 2010.
- Biblioteca Nacional de España: XX4895387
- Virtual International Authority File: 107564799